# Các lâu đài và tường thành thời vua Edward I tại Gwynedd
Các lâu đài và tường thành thời vua Edward I tại Gwynedd (tiếng Anh: Castles and Town Walls of King Edward in Gwynedd) là một di sản thế giới được UNESCO công nhận nằm ở Gwynedd, Wales, Vương quốc Anh.
Nó bao gồm các lâu đài Beaumaris, Harlech, các lâu đài và tường thành Caernarfon và Conwy. UNESCO coi các địa điểm này là "những ví dụ điển hình nhất về kiến trúc quân sự cuối thế kỷ 13 và đầu thế kỷ 14 ở châu Âu."
Các công sự được cho xây dựng bởi Edward I sau cuộc xâm chiếm Bắc Wales trong năm 1282. Edward I đã đánh bại các hoàng tử xứ Wales trong một chiến dịch lớn và thiết lập cai trị vĩnh viễn khu vực này. Ông đã tạo ra trấn phòng thủ mới, được bảo vệ bởi các lâu đài, trong đó những người nhập cư Anh có thể định cư và quản lý các vùng đất đai. Dự án này là cực kỳ tốn kém và kéo dài khiến các nguồn lực của hoàng gia dần cạn kiệt. Cuộc nổi dậy người xứ Wales diễn ra vào năm 1294 dưới sự lãnh đạo của Madog ap Llywelyn. Conwy và Harlech đã được tiếp viện bằng đường biển và đã có thể chống lại các cuộc tấn công, nhưng Caernarfon khi đó mới chỉ hoàn thành một phần đã bị chiếm. Edward sau đó ra lệnh tiếp thêm kinh phí cho kế hoạch xây dựng các công sự và bắt đầu công việc xây dựng tại Beaumaris. Tuy nhiên, các cuộc chiến tranh mà Edward tiến hành ở Scotland đã bắt đầu tiêu tốn nguồn tài trợ của Hoàng gia, và tiến độ xây dựng sớm bị chậm lại một lần nữa. Công tác xây dựng trên tất cả các công sự đã chấm dứt vào năm 1330, và các lâu đài phòng thủ Caernarfon và Beaumaris đã không bao giờ được hoàn thành.
Các công sự đóng vai trò quan trọng trong các cuộc xung đột ở Bắc Wales qua nhiều thế kỷ sau đó. Đó là cuộc nổi dậy Glyndŵr vào đầu thế kỷ thứ 15 và chiến tranh Hoa Hồng trong những năm cuối thế kỷ 15. Mặc dù suy giảm về ý nghĩa quân sự sau sự kế thừa của triều đại Tudor vào năm 1485, nhưng chúng vẫn được sử dụng trong cuộc Nội chiến Anh thế kỷ 17. Do là nguyên nhân của các cuộc xung đột, những người ủng hộ Nghị viện trong Nội chiến ở Anh đã ra lệnh phá hủy có chủ ý phần còn lại của lâu đài Conwy và Harlech, nhưng những người ủng hộ Hoàng gia vẫn đảm bảo cho Caernarfon và Beaumaris còn nguyên vẹn. Tuy nhiên, vào cuối thế kỷ 17, các lâu đài đã trở thành những đống đổ nát. Chúng trở thành địa điểm phổ biến với các nghệ sĩ ghé thăm trong suốt khoảng thời gian từ cuối thế kỷ 18 đến đầu thế kỷ thứ 19, và số lượng khách ghé thăm không ngừng tăng khi các công sự được cải tạo trong thời kỳ Victoria. Các lâu đài và bức tường thành phố trong thế kỷ 20 đã được khôi phục lại nhiều tính năng thời trung cổ vốn có. Năm 1986, các địa danh được tuyên bố trở thành một Di sản thế giới của UNESCO, như những ví dụ nổi bật của công sự và kiến trúc quân sự được xây dựng vào thế kỷ 13, và hiện đang hoạt động như địa danh du lịch hấp dẫn, thuộc quản lý của Cơ quan Bảo vệ Di sản Wales.
Trong phần lớn thế kỷ 20, các lâu đài và tường thành được xem xét chủ yếu từ góc độ quân sự. Việc chúng được bố trí dưới dạng một lâu đài đồng tâm, tiền đồn kiên cố, một tháp cổng khiến D. J. Cathcart King mô tả đây là "đỉnh cao của xây dựng lâu đài Anh" trong khi Sidney Toy đánh giá chúng là những lâu đài quyền lực nhất dưới mọi tuổi đời và mọi quốc gia". Vào cuối thế kỷ 20 và 21, các nhà sử học như Michael Prestwich và Abigail Wheatley cũng nhấn mạnh vai trò của các địa danh này như là cung điện và biểu tượng của quyền lực hoàng gia. Vị trí của các lâu đài như Caernarfon và Conwy được chọn vì nó có ý nghĩa chính trị cũng như chức năng quân sự, được xây dựng trên đỉnh các vùng đất của các hoàng tử xứ Wales. Các lâu đài kết hợp các khu nhà với các khu vườn sang trọng, nhằm mục đích hỗ trợ các dinh thự hoàng gia lớn và lộng lẫy. Lâu đài và tường thành của Caernarfon là sự kết hợp với đồ đá đắt tiền, có lẽ nhằm gợi lên hình ảnh của quyền lực đế quốc Arthur hoặc La Mã để củng cố uy tín của Edward. Vai trò chính trong các dự án xây dựng là kiến trúc sư hoàng gia James của St George, chịu ảnh hưởng từ vùng đất Savoy quê hương ông đối với các thiết kế, tiếp tục được các học giả tranh luận. Tuy nhiên các tài liệu chính cho thấy ông đóng một vai trò then chốt, khi mô tả ông là "Magistro Jacobo de sancto Georgio, Magistro operacionum Regis in Wallia" hay "Bậc thầy James của Saint George, Bậc thầy các công trình của nhà vua xứ Wales".

## Lịch sử

### Thế kỷ 13 và 14
Các lâu đài và tường thành thời vua Edward I tại Gwynedd được xây dựng từ kết quả của các cuộc chiến tranh giành quyền kiểm soát xứ Wales vào cuối thế kỷ 13. Các vị vua của Anh và các hoàng tử xứ Wales đã tranh giành quyền kiểm soát khu vực này từ những năm 1070, với các quý tộc Norman và Anh dần mở rộng lãnh thổ của họ qua nhiều thế kỷ. Trong những năm 1260, Llywelyn ap Gruffudd đã lợi dụng cuộc nội chiến xảy ra giữa Henry III với các nam tước nổi loạn ở Anh để trở thành lãnh chúa một khu vực rộng lớn và được chính thức công nhận là hoàng tử xứ Wales theo Hiệp ước Montgomery năm 1267.
Edward I trở thành vua nước Anh năm 1272. Ông là người có nhiều kinh nghiệm trong các cuộc chiến tranh và vây hãm đã từng chiến đấu ở xứ Wales năm 1257 và lãnh đạo Cuộc bao vây Kenilworth kéo dài sáu tháng vào năm 1266 hay tham gia cuộc thập tự chinh đến Bắc Phi năm 1270. Ông đã nhìn thấy nhiều công sự của châu Âu thời bấy giờ, bao gồm cả thiết kế lâu đài và thị trấn có tường bao quanh được quy hoạch tại Aigues-Mortes. Khi lên ngôi, một trong những hành động đầu tiên của Edward là cải tạo và mở rộng pháo đài hoàng gia ở Tháp London. Ông cũng chịu trách nhiệm xây dựng một chuỗi các thị trấn được quy hoạch, thường sẽ có tường bao quanh, được gọi là bastide như là một phần trong nỗ lực củng cố quyền lực của mình trong khu vực, đồng thời cho phép xây dựng các thị trấn mới theo kế hoạch trên khắp nước Anh.